# Гелеполіс

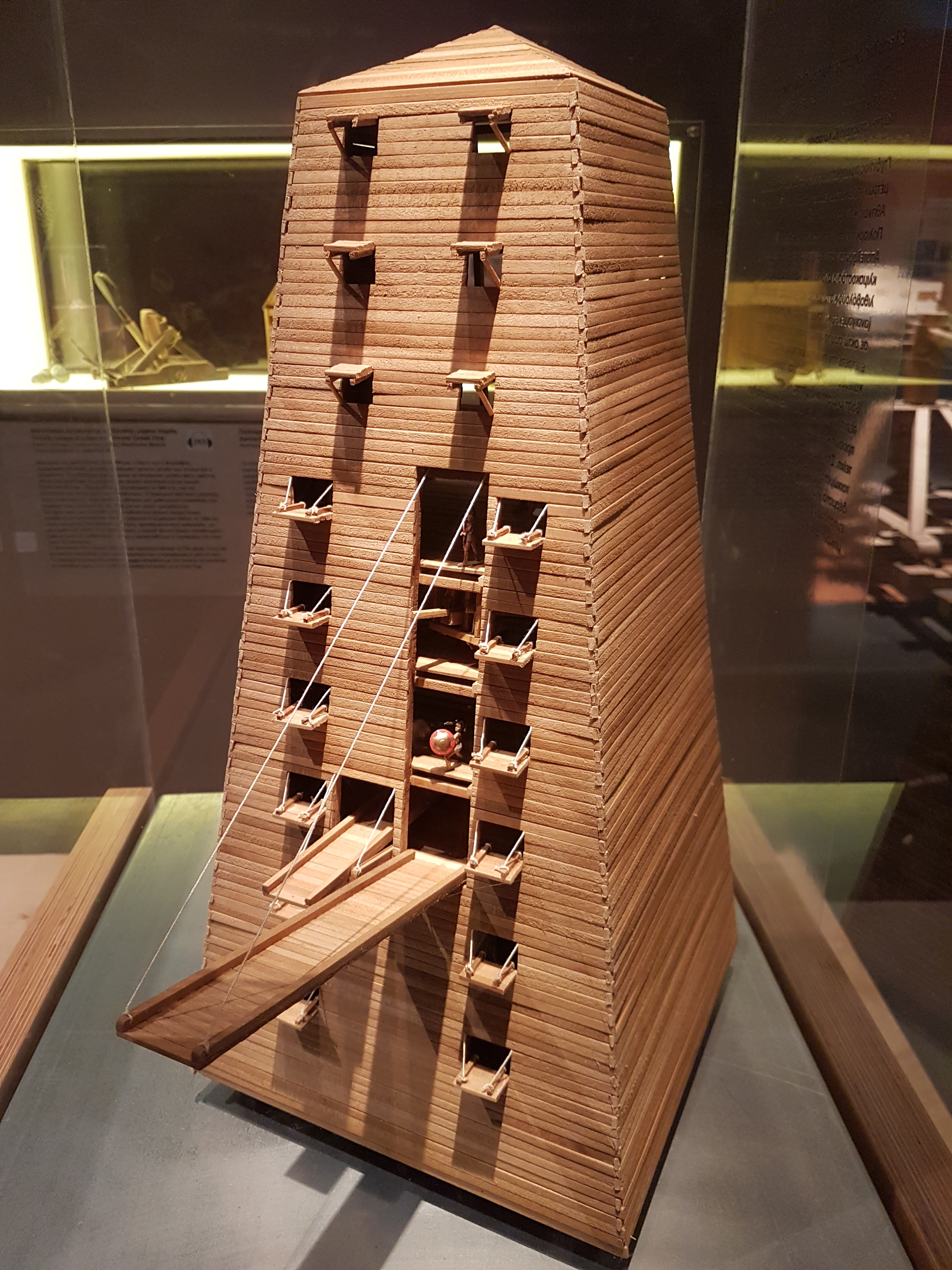
Модель Гелеполіса, Науковий центр і музей технології (Салоніки)

Гелеполіс (грец. ἑλέπολις, у перекладі: «Захоплювач міст») — давньогрецький варіант облогової вежі.
Найвідомішим був Гелеполіс, винайдений Поліїдом Фессалійським і вдосконалений Деметрієм I Македонським та Епімахом Афінським для облоги Родосу у 305 році до н. е.). Цю машину описували Діодор Сицилійський, Вітрувій, Плутарх і Афіней Механік.

## Опис

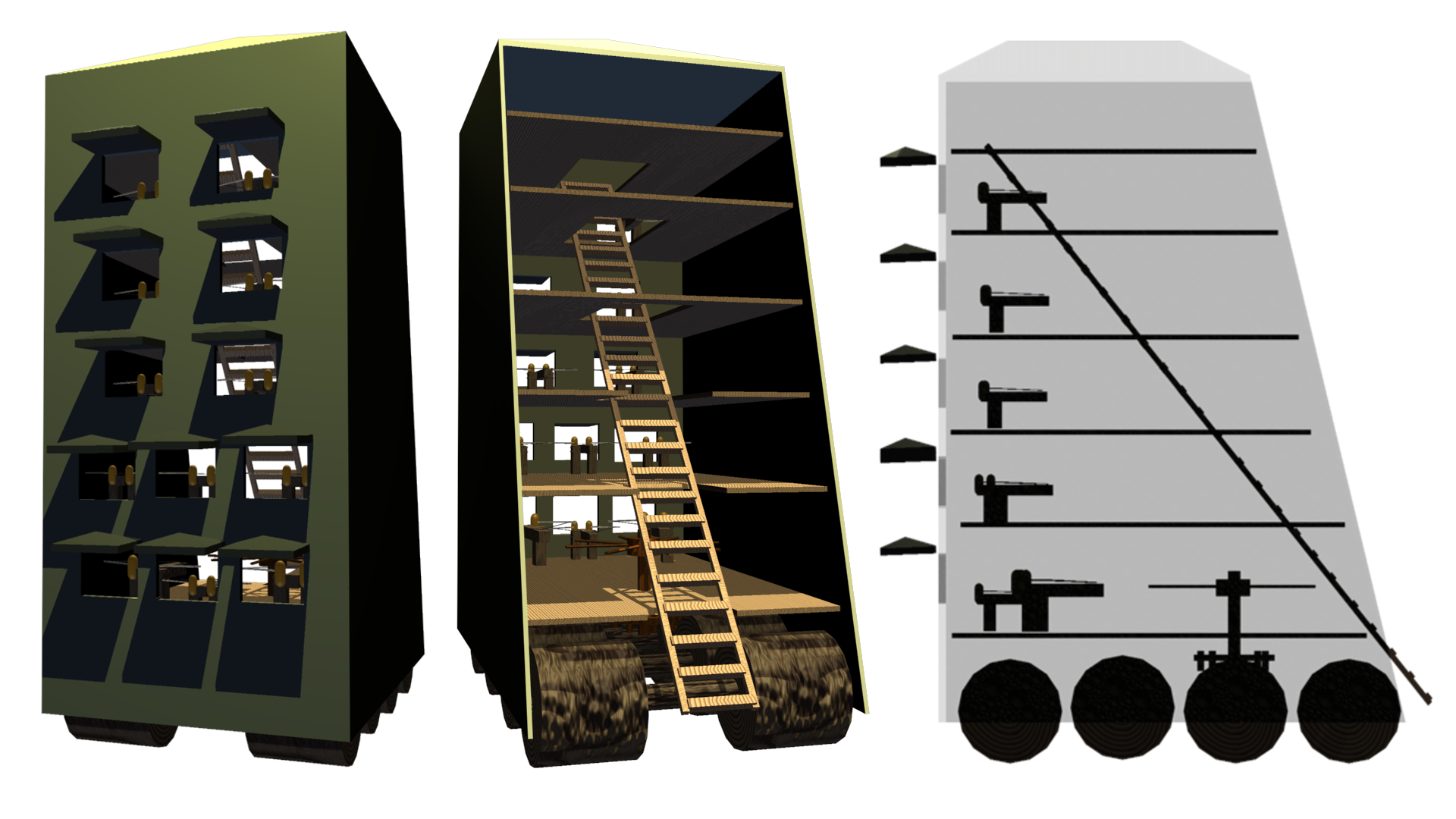
Схема подібної до Гелеполіса облогової вежі.

Гелеполіс був великою трапецієвидною вежею з висотою кожної сторони близько 40 м (це можна порівняти з середньою висотою сучасного 14-поверхового будинку) та шириною близько 20 м завширшки. Вежа трималася на восьми колесах, кожне 5 м заввишки, а також мала ролики, що дозволяли їй рухатися боком. Три відкриті сторони були захищені протипожежними залізними пластинами. Внутрішня поверхня розділялася на поверхи, з'єднані двома широкими маршами сходів, одні з яких призначалися для під'йому, інші — для спуску. Машина важила близько 150 тонн.
Вежу рухали до бою вручну. Для її пересування була необхідна одночасна робота 3400 людей. 200 з них повертали великий кабестан, приводячи колеса у рух через ремінь, а решта штовхали ззаду. Машина мала можливість рухатися вбік, завдяки цьому її можна було скеровувати до потрібної точки атаки, водночас тримаючи облогові машини націленими на стіни, а захисний корпус — між стінами міста та людьми, що штовхали машину позаду.
Гелеполіс ніс значну кількість важкого озброєння. На першому поверсі знаходилися дві катапульти для снарядів вагою близько 80 кг, одну катапульту для снарядів вагою близько 25 кг; на другому поверсі — три катапульти для снарядів вагою близько 25 кг, на кожному з наступних п'яти — по два катаупльти для снарядів по 15 кг. В передній стінці знаходилися отвори для стрільби з цієї зброї, закриті механічно регульованими затворами та обшиті шкурами, набитими вовною і водоростями для вогнетривкості. На двох найвищих поверхах знаходилися метальники дротиків щоб легко очистити стіни від захисників.

## Облога Родоса
Поки Гелеполіс штовхали до міста, родосцям вдалося збити з нього деякі металеві пластини, і Деметрій наказав вивести машину з бою, щоб уникнути її спалення. Після провалу облоги Гелеполіс та інші облогові машини були покинуті, і жителі Родосу переплавили металеве покриття та продали покинуту зброю, використавши ці матеріали та гроші для спорудження статуї свого бога-покровителя Геліоса, відомої як Колос Родоський, одне з античних семи чудес світу.
Вітрувій пропонує альтернативну версію, згідно з якою родосці попросили Діогнета, архітектора Родосу, знайти спосіб захопити Гелеполіс. Він наказав родосцям під покровом ночі пробити отвір у міській стіні та направити через нього велику кількість стічних вод на територію, через яку Гелеполіс мав атакувати наступного дня. Ця ідея мала успіх: виведена на бойову позицію вежа безнадійно загрузла в багні.

## Пізніше застосування

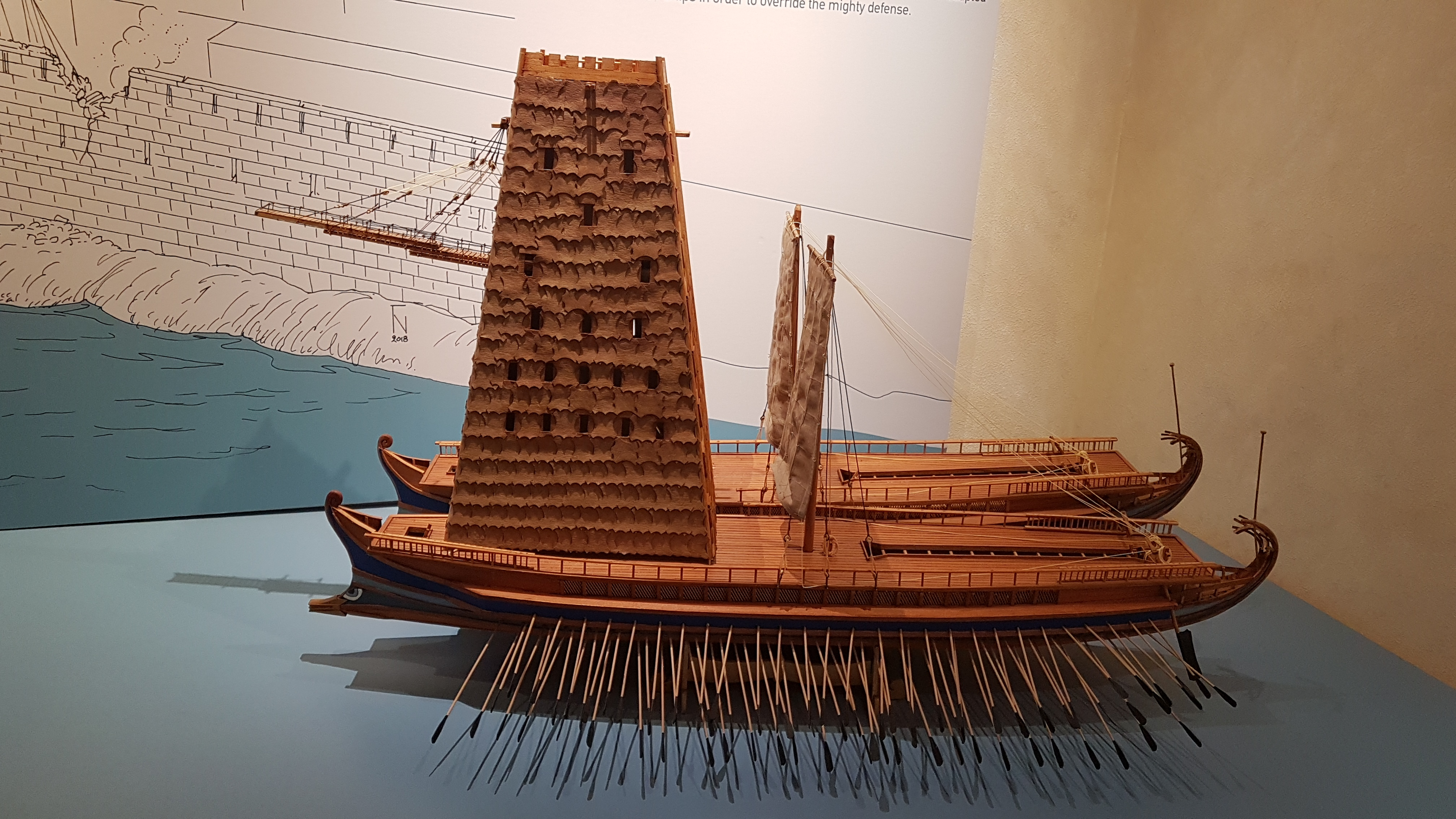
Морський Гелеполіс, встановлений на двох квінквіремах.

Деметрій знову використав подібну машину в 292 році до нашої ери проти фіванців під час облоги у 291 до н. е. і наступного року захопив це місто.
У наступні століття інженери, що розробляли облогові машини, продовжували використовувати назву «гелеполіс» для пересувних веж, які несли тарани, а також машин для метання списів і важких каменів. Набагато пізніше візантійці використовували назву «гелеполіс» для опису зовсім іншої облогової машини: тягового требушета. Вперше зафікував використання такої термінології Феофілакт Сімокатта, описуючи облогу Тифліса під час візантійсько-сасанідської війни 602—628 років.